# آندراینجاتو
آندراینجاتو (به لاتین: Andrainjato) یک منطقهٔ مسکونی در ماداگاسکار است که در ناحیه آمبالاوائو واقع شده‌است. آندراینجاتو ۶٬۰۰۰ نفر جمعیت دارد و ۹۸۶ متر بالاتر از سطح دریا واقع شده‌است.